# 테러리스트 2
"테러리스트 2"는 1997년에 개봉한 대한민국의 영화이다.

## 캐스팅
- 김형일 : 태식 역
- 한수지 : 수지 역
- 이주철 : 도훈 역
- 진봉진 : 도식 역
- 지성환 : 가웅 역
- 최강호 : 종하 역
- 윤미 : 지애 역
- 김학성 : 광표 역
- 마석준 : 동진 역
- 이미선 : 수민 역
- 서기주 : 상용 역
- 박동룡 : 아쏭 역
- 장철 : 영구 역
- 김현섭 : 의사 1 역
- 김동우 : 의사 2 역
- 이지연 : 간호사 1 역
- 박수민 : 간호사 2 역
- 강락희 : 스쿠버주인 역
- 이지호 : 호텔프런트 역
- 박승호 : 부하들 역
- 김성기 : 부하들 역
- 이현철 : 부하들 역
- 최정우 : 부하들 역
- 김영춘 : 부하들 역
- 김장렬 : 부하들 역
- 이재웅 : 부하들 역
- 성주현 : 부하들 역
- 장경환 : 부하들 역
- 김두진 : 부하들 역
- 김춘근 : 부하들 역
- 김기호 : 부하들 역